# キーストーン・サービス
キーストーン・サービス（Keystone service）は、ペンシルベニア州ハリスバーグのハリスバーグ駅より同州フィラデルフィアの30丁目駅をキーストーン回廊で結ぶアムトラックが運行する中距離列車である。路線延長は195-マイル (314 km)である。ペン・セントラル鉄道の列車を継承し、1972年にアムトラックの列車として運行を開始した。
ほとんどの列車はキーストーン回廊から北東回廊へ直通運転し、ニューヨーク市のペンシルベニア駅まで乗り入れる。一部の区間は高速鉄道としての設備を備えており、最高速度は125 mph (201 km/h)に達する。これはアムトラックにおいて3つ存在する高速列車の1つであり、米国において4つ存在する高速鉄道の1つである（en:High-speed rail in the United Statesを参照）。
この路線はアムトラックで5番目に利用者が多い路線であり、北東回廊では3番目に利用者が多い。2016年度には1,467,216人が利用したが、これは2015年度比で7.9%の増加にあたる。2016年度の収益は$41,123,787で、2015年度比で7.5%の増加にあたる。
この路線は主にペンシルベニア交通局の支援により運行されている。

## 運行

### 編成
「キーストーン・サービス」の列車は通常ACS-64型電気機関車と4両のアムフリートI客車およびメトロライナー電車を改造したキャブカーからなる5両編成の客車で編成される。2006年10月の信号・軌道・架線の改修工事以来、キーストーン・サービス号はプッシュプル列車として運行されている。2006年の工事完了までは、ディーゼル機関車（主にジェネシス）がハリスバーグ - フィラデルフィア間で用いられていた。
全車が座席車で、供食設備・売店を備えた車輌は連結されていない。ハリスバーグからフィラデルフィアまでは自由席であり、フィラデルフィアからニューヨークまでは指定席となっている。全列車にクワイエットカー(quiet car)の設定および無料Wi-Fiサービスの提供がなされている。
2026年以降シーメンス製客車AMTRAK AIROに置き換えが計画されている。
| GE ジェネシスの牽引で運転されていた時代のキーストーン・サービス号（2002年4月撮影） |  | ACS-64の導入以前に用いられていたAEM-7の牽引によるキーストーン・サービス号（2007年7月撮影） |  | メトロライナー電車改造のキャブカー（2017年8月撮影） |
| GE ジェネシスの牽引で運転されていた時代のキーストーン・サービス号（2002年4月撮影） |  | ACS-64の導入以前に用いられていたAEM-7の牽引によるキーストーン・サービス号（2007年7月撮影） |  | メトロライナー電車改造のキャブカー（2017年8月撮影） |

### 運行状況
平日には13往復のキーストーン・サービス号および1往復のペンシルベニアン号（ハリスバーグより西へアルトゥーナを経てピッツバーグまで運行される列車）が運行されている。うち9本のキーストーン・サービス号およびペンシルベニアン号に限りフィラデルフィア - ニューヨーク間で運行される。
土日には8往復が設定されており、うちフィラデルフィア - ニューヨーク間で運行されるのは7往復である。ハリスバーグからニューヨークまでの所要時間はおよそ3時間30分であり、うちハリスバーグからフィラデルフィアまでの所要時間は1時間45分である。一部の列車はこれより15分所要時間の短い急行運転をしている。

## 路線図・停車駅一覧

キーストーン・サービス号の路線図

| 駅名               | 英名          | 接続路線・備考      | 所在地           |
| ------------------ | ------------- | ------------------- | ---------------- |
| 30丁目駅           | 30th Street   | 北東回廊へ/より直通 | フィラデルフィア |
| アードモア駅       | Ardmore       |                     | アードモア       |
| パオリ駅           | Paoli         |                     | パオリ           |
| エクストン駅       | Exton         |                     | エクストン       |
| ダウニングタウン駅 | Downingtown   |                     | ダウニングタウン |
| コーツヴィル駅     | Coatesville   |                     | コーツヴィル     |
| パークスバーグ駅   | Parkesburg    |                     | パークスバーグ   |
| ランカスター駅     | Lancaster     |                     | ランカスター     |
| マウントジョイ駅   | Mount Joy     |                     | マウントジョイ   |
| エリザベスタウン駅 | Elizabethtown |                     | エリザベスタウン |
| ミドルタウン駅     | Middletown    |                     | ミドルタウン     |
| ハリスバーグ駅     | Harrisburg    | ペンシルベニアン    | ハリスバーグ     |